# Giacomo Quarenghi
Giacomo Quarenghi [ˈdʒaːkomo kwaˈreŋɡi] (Valle Imagna (Capiatone), Bérgamo, 1744 - San Petersburgo, 1817) fue un arquitecto italiano. 

## Biografía
Comenzó sus estudios de pintura en Bérgamo con G. Reggi y P. Bonomini y continuaría en Roma con Anton Raphael Mengs. En esta ciudad Quarenghi se interesó por la arquitectura, comenzando a estudiar con S. Poudo. 
Quarenghi trabajó con éxito en Italia e Inglaterra, pero la mayor parte de su trabajo se desarrollaría en Rusia. Se trasladó, con toda su familia (tuvo 13 hijos), a finales de 1779  por una invitación de Catalina II de Rusia, quien le encargó la construcción del Teatro del Hermitage. 

## Obras
En Pávlovsk:
- Hospital de Santa María

En San Petersburgo:
- Academia de la Ciencias de la Universidad de Embankment
- Teatro del Hermitage
- Manege de San Petersburgo
- Banco Asignación, en la calle Sadovaya
- Instituto Smolny